# Saetigerocreagris setifera
Saetigerocreagris setifera är en spindeldjursart som beskrevs av Bozidar P.M. Curcic 1984. Saetigerocreagris setifera ingår i släktet Saetigerocreagris och familjen helplåtklokrypare. Inga underarter finns listade i Catalogue of Life.